# Ian Schrager
Ian Schrager (New York, 19 luglio 1946) è un imprenditore statunitense, ritenuto l'ideatore del concetto di boutique hotel.
È altresì famoso per essere stato comproprietario e cofondatore del celebre Studio 54 di Manhattan con l'amico Steve Rubell.

## Biografia

### Primi anni ed istruzione
Schrager crebbe in una famiglia ebrea a Brooklyn: suo padre Louis possedeva una fabbrica di cappotti a Long Branch, in New Jersey, e morì quando Schrager aveva 19 anni, quattro anni prima della morte della moglie (e madre di Ian) Blanche. Nel 1968 conseguì un B.A. alla Syracuse University, e un J.D. presso la facoltà di legge della St. John's University nel 1971. Fu proprio a Syracuse che conobbe il futuro sodale Steve Rubell, studente di finanza ed anch'egli membro della confraternita Sigma Alpha Mu.
All'inizio degli anni '70, Schrager e Rubell si unirono in società per aprire una bisteccheria nel Queens, fino a gestire insieme un'intera catena di ristoranti sulla costa atlantica. Negli stessi anni, convinsero inoltre l'imprenditore John Addison (già proprietario della discoteca newyorkese Le Jardin) a prendere parte all'acquisto di un locale a Boston per farne una discoteca (The Ark, poi Boston Tea Party).
Nel dicembre 1975, Schrager abbandonò la professione legale e si dedicò esclusivamente alla carriera imprenditoriale, collaborando con Rubell per aprire l'Enchanted Garden, una seconda discoteca a Douglaston, nel Queens. Il successo riscontrato spronò i due ad aprire un altro locale notturno a Manhattan.

### L'era dello Studio 54
Nel gennaio 1977, Schrager e Rubell firmarono il contratto di locazione per lo Studio 54, affittando uno spazio che originariamente aveva ospitato la Gallo Opera House e che da ultimo era servita come studio della CBS. Essi attinsero dall'infrastruttura teatrale esistente per cambiare costantemente l'aspetto della discoteca: ogni fine settimana reinventavano radicalmente l'ambiente, le dimensioni e il design dello Studio. Spesso ospitavano speciali feste a tema "di una sola notte", per le quali il club subiva una metamorfosi completa con set intricati e performance artistiche.
In poco tempo la discoteca divenne l'epicentro mondiale della cultura disco e punto di ritrovo per il jet set newyorkese ed internazionale, noto per gli eccessi edonistici delle sue serate. Tuttavia, nel dicembre 1978, lo Studio 54 venne perquisito dopo l'affermazione di Rubell in un'intervista con la stampa che "solo la mafia" guadagnasse più soldi del club. Ciò provocò l'interessamento alle finanze societarie da parte dell'Internal Revenue Service e all'accusa nei confronti di Rubell e Schrager, formulata nel giugno 1979, di evasione fiscale, ostruzione alla giustizia, ed occultamento di quasi 2,5 milioni di $ in entrate non dichiarate (contanti e ricevute furono trovati nel soffitto dell'ufficio di Rubell). Nel corso dei sopralluoghi vennero rinvenuti anche ingenti quantitativi di droghe (principalmente cocaina).
Una seconda retata avvenne nel dicembre 1979. La coppia assunse il celebre avvocato Roy Cohn come difensore, ma il 18 gennaio 1980 i due soci furono condannati a tre anni e mezzo di prigione e ad una multa di 20 000 dollari ciascuno per evasione fiscale. Il 4 febbraio 1980, Rubell e Schrager andarono in prigione e lo Studio fu venduto nel novembre dello stesso anno, per la cifra di 4,75 milioni di dollari. Il 30 gennaio 1981, Rubell e Schrager furono rilasciati dal carcere e trasferiti in una casa di cura per due mesi e mezzo.
Il 17 gennaio 2017, Schrager ha ricevuto la grazia totale e incondizionata da parte del presidente Barack Obama.

### Esperienze successive
Dopo essere uscito di prigione, Schrager tornò in affari con Rubell per aprire il Palladium, ubicato nel vecchio edificio dell'Accademia di musica di New York. I due arruolarono l'architetto giapponese Arata Isozaki per reinventare la vecchia sala in una discoteca, pur mantenendo l'integrità dello spazio. L'artista si avvalse della collaborazione di colleghi quali Francesco Clemente, Jean-Michel Basquiat, Julian Schnabel, Kenny Scharf e Keith Haring per creare un ambiente curato fino al minimo dettaglio. Contemporaneamente, negli anni '80 i due soci decisero di investire anche nel settore alberghiero, dando vita al Morgans Hotel Group e innovando il mercato con il concetto di boutique hotel.
In seguito alla morte di Rubell, sopraggiunta nel 1989 dopo aver contratto l'AIDS, Schrager ha venduto il Morgans Hotel Group per creare la Ian Schrager Company, che possiede, sviluppa e gestisce hotel e progetti residenziali.